# F. Murray Abraham
F. Murray Abraham (tên khai sinh Murray Abraham; sinh ngày 24 tháng 10 năm 1939) là một nam diễn viên người Mỹ. Ông trở nên nổi tiếng vào thập niên 1980 nhờ giành giải Oscar cho nam diễn viên chính xuất sắc nhất với vai Antonio Salieri trong Amadeus (1984). Ông cũng đóng một số vai diễn khác, cả chính và phụ trong các phim như All the President's Men (1976), Scarface (1983), The Name of the Rose (1986), Last Action Hero (1993), Star Trek: Insurrection (1998), Finding Forrester (2000), Inside Llewyn Davis (2013) và The Grand Budapest Hotel (2014). Ông cũng được biết tới qua diễn xuất trên truyền hình và sân khấu. Hiện ông đang là một thành viên trong dàn diễn viên định kỳ của Homeland.

## Sự nghiệp

### Điện ảnh
| Năm  | Tên phim                     | Vai diễn        | Ghi chú    |
| ---- | ---------------------------- | --------------- | ---------- |
| 1984 | Amadeus                      | Antonio Salieri |            |
| 2019 | Tiểu thư và chàng lang thang | Tony            | Lồng tiếng |